# Григорій VIII (антипапа)
Григо́рій VIII (лат. Gregorius VIII; ? — 1137) — антипапа (1118—1121). Народився в Лімузені, Франція. Член Ордену бенедиктинців. Навчався у Клюнійському абатстві. Єпископ Коїмбрський (1098—1111) і архієпископ Бразький (1111—1114) в Португалії. Поставлений на папський престол імператором Генріха V всупереч рішенням курії. Перебував в опозиції до законних римських пап Геласія II та Калікста II. Арештований, перебував в ув'язненні (1121). Помер в Кавському абатстві Святої Трійці, Салерно. Світське ім'я — Морі́с (Маврикій). Зневажливе прізвисько, надане опонентами — Віслючо́к (лат. Burdinus).

## Імена
- Григо́рій VIII (лат. Gregorius VIII) — як ім'я антипапи.
- Маври́кій (лат. Mauritius) — латинське ім'я в офіційній документації.
- Маурі́сіу (лат. Maurício) — португальське ім'я, що вживається у португальській історіографії.
- Морі́с (фр. Maurice) — світське ім'я французькою.
- Віслючо́к (лат. Burdinus, порт. Burdino, фр. Bourdin) — зневажливе прізвисько, що позначає «ідіота»; надане політичними опонентами[4]

## Біографія
Моріс народився в Лімузені, Франція. Він навчався у Клюнійському абатстві й вступив Ордену бенедиктинців. Переїхав до Піренейського півострова разом із Бернанрдом, толедським архієпископом.
1098 року Моріс був призначений на посаду єпископа Коїмбрського, Португалія, а 1111 року став архієпископом Бразьким.
Моріс був політичним опонентом римського папи Пасхалія II, членом прогерманської партії, яка підтримувала імператора Генріха V.
Після смерті Пасхалія ІІ новим папою обрали Геласія ІІ. Генріха V про це не сповістили. Він поїхав до Рима, змусивши Геласія ІІ до втечі. 8 березня 1118 року імператор поставив своїм папаю (антипапою) Моріса.
Незабаром Геласій ІІ помер, і курія вибирала його наступником Калікста II. Він підтвердив відлучення від церкви Генріха V та антипапи Григорія VIII. 1120 року Калікст II повернувся до Рима. 1121 року антипапа Григорій VIII втік, однак його спіймали і 21 квітня привели до Калікста II.
Решту свого життя Моріс Бурден провів в ув'язненні в бенедиктинському Абатстві Святої Трійці (Кава-де-Тіррені, Салерно), де й помер.